# Carl Gerold Fürst

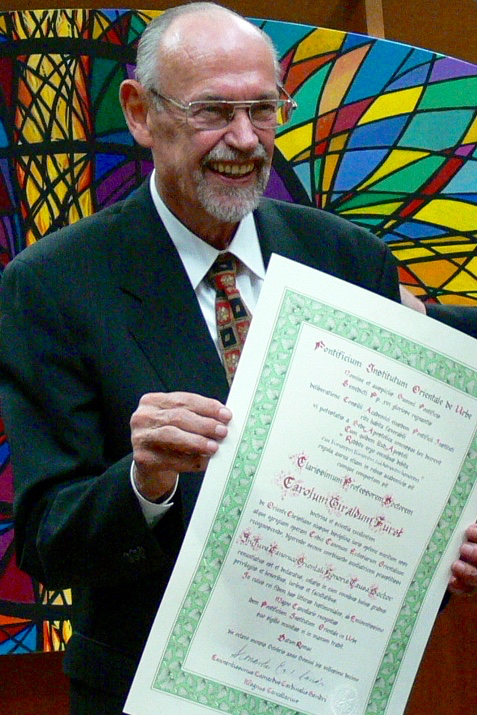
Carl Gerold Fürst (2010)

Carl Gerold Fürst (* 17. Februar 1933 in Wien; † 7. August 2012 in Innsbruck) war ein österreichischer Kirchenrechtler. Er war einer der führenden Experten für Ostkirchenrecht und war von 1978 bis 1990 federführend an der Überarbeitung des Gesetzbuches für die mit Rom unierten Kirchen des Orients beteiligt.

## Leben
Carl Gerold Fürst studierte von 1951 bis 1960 Rechtswissenschaften an der Universität Wien sowie Philosophie und Katholische Theologie in Innsbruck und Rom. 1960 wurde er in Wien zum Doktor der Rechte promoviert. Er war Wissenschaftlicher Assistent an der Universität Innsbruck und am Institut für Kirchenrecht der Paris-Lodron-Universität Salzburg. Nach seiner Habilitation 1966 erhielt er die Lehrbefugnis für Kirchenrecht an der rechts- und staatswissenschaftlichen Fakultät der Salzburger Universität. Am 1. Oktober 1970 wurde er zum Außerordentlichen Universitätsprofessor in Salzburg ernannt.
1971 erhielt er einen Ruf auf die Professur für Kirchenrecht, insbes. Kirchliche Rechtsgeschichte an der Albert-Ludwigs-Universität Freiburg. 1980 bis 1982 war er Dekan der Theologischen Fakultät, später Prodekan. 1998 wurde er emeritiert.
Carl Gerold Fürst war über 20 Jahre in der Leitung der interkonfessionellen Gesellschaft für das Recht der Ostkirchen und war deren Ehrenpräsident. Er war über 10 Jahre im Leitungsrat der Consociatio Internationalis Studio Iuris Canonici Promovendo engagiert. Regelmäßig hielt er Vorlesungen in seinem Fachgebiet Ostkirchenrecht an den Kanonistischen Fakultäten des Päpstlichen Orientalischen Instituts in Rom, an der römischen Päpstlichen Universität vom Heiligen Kreuz und der Katholischen Péter-Pázmány-Universität in Budapest.
Carl Gerold Fürst war Komtur des Ritterordens vom Heiligen Grab zu Jerusalem. Des Weiteren war er Mitglied der katholischen Studentenverbindungen KÖStV Nibelungia Wien (ab 1951), KDStV Arminia Freiburg im Breisgau, KÖL Austria-Salzburg und KÖL Josephina Wien.

## Wirken

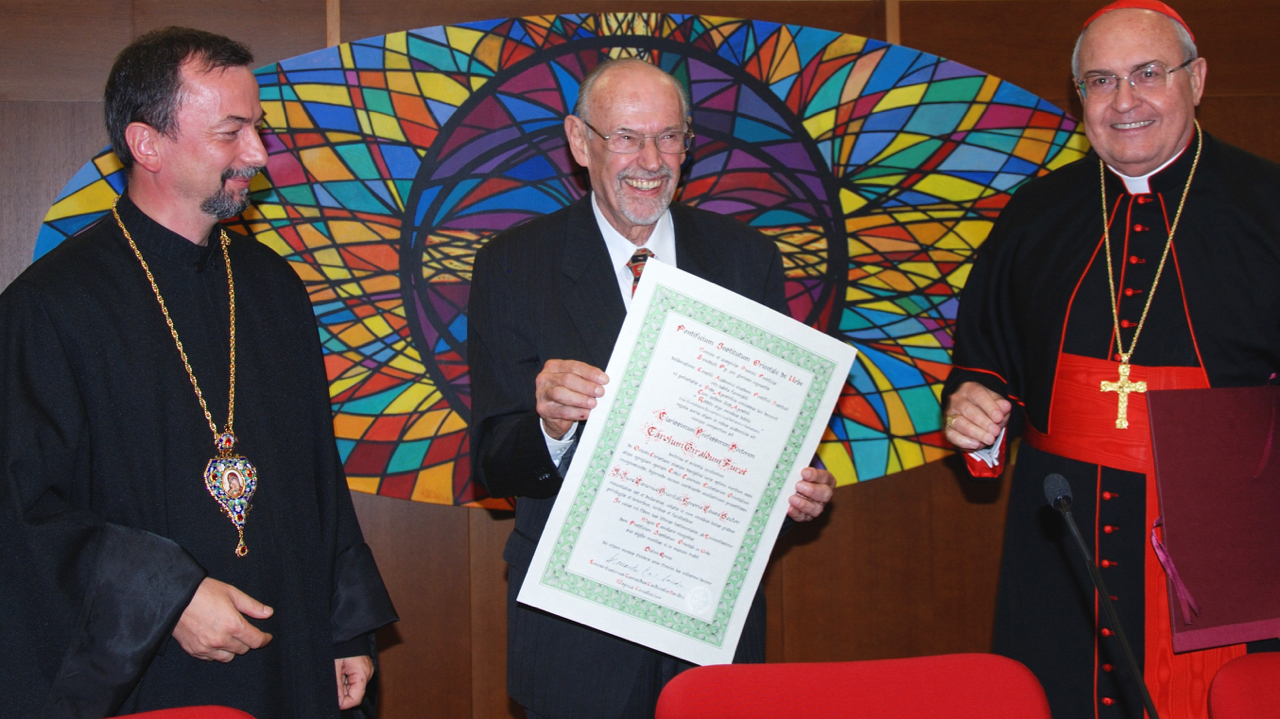
Carl Gerold Fürst (Mitte) bei der Verleihung der Ehrendoktorwürde des Päpstlichen Orientalischen Instituts in Rom (2010)

Fürst galt als einer der namhaftesten und profiliertesten Wissenschaftler im Bereich des Rechts der unierten Ostkirchen. In seinem Lehr- und Forschungsschwerpunkt veröffentlichte er zahlreiche wissenschaftliche Arbeiten.
Fürst engagierte sich in zahlreichen Kommissionen und Ausschüssen. Er war ständiger und für alle Instanzen approbierter Anwalt an den erzbischöflichen Offizialaten Freiburg, Bamberg und Köln sowie an den bischöflichen Offizialaten Rottenburg-Stuttgart und Trier.
Er war Mitglied der Ständigen Kommission der Deutschen, Österreichischen und Schweizer Bischofskonferenz sowie des Bischofs von Luxemburg zur Herausgabe der Liturgischen Bücher im Deutschen Sprachraum seit 1969 und Mitglied der Ständigen Kommission der Deutschen und Österreichischen Bischofskonferenz zur Herausgabe des Gotteslobs seit 1970.
Papst Johannes Paul II. berief ihn 1978 als Konsultor in die Päpstliche Kommission für die Revision des Codex Canonum Ecclesiarum Orientalium (CCEO), des 1991 in Kraft getretenen Gesetzbuchs für die auch zur katholischen Kirche gehörenden sogenannten unierten Ostkirchen (1978–1990). Papst Johannes Paul II. dankte ihm in seiner Ansprache zur Vorstellung des Gesetzbuches für die katholischen orientalischen Kirchen auf der 28. Generalversammlung der Bischofssynode am 25. Oktober 1990 namentlich.
Seit 1990 war er Konsultor der Päpstlichen Kommission für die Interpretation der Gesetzestexte. Seit 1993 war er Mitglied des Leitungsrates der Consociatio Internationalis Iuris Canonici Promovendo. 1994/95 war Fürst Präsident des wissenschaftlichen Komitees für das Symposium International sur le Codex Canonum Ecclesiarum Orientalium an der Universität St. Esprit in Kaslik, nördlich von Beirut im Libanon.
Als Vorsitzender der Arbeitsgemeinschaft Ostkirchen in Freiburg im Breisgau (1979 bis 1985 und wieder seit 1989) setzte er Akzente in der Ökumene. Von 1983 bis 1991 war er Generalsekretär der internationalen Gesellschaft für das Recht der Ostkirchen. Seit 1989 war er Präsident des Kuratoriums des Rumänischen Instituts/Rumänische Bibliothek in Freiburg. Seit 1991 war Fürst Präsident der internationalen und interkonfessionellen Gesellschaft für das Recht der Ostkirchen.

## Ehrungen
- 1966 – Kardinal-Innitzer-Preis für die Habilitationsschrift Cardinalis. Prolegomena zu einer Rechtsgeschichte des römischen Kardinalskollegiums
- 1994 – Verleihung des Österreichischen Ehrenkreuzes für Wissenschaft und Kunst I. Klasse
- 1999 – Ernennung zum Großoffizier (Komtur mit Stern) des päpstlichen Gregoriusordens durch Papst Johannes Paul II.
- 2010 – Ehrendoktorwürde des Päpstlichen Orientalischen Instituts in Rom[9]

## Schriften

### Autor
- Cardinalis. Prolegomena zu einer Rechtsgeschichte des römischen Kardinalskollegiums. W. Fink, München 1967, (Zugleich: Salzburg, Universität, Habilitationsschrift, 1966).
- mit Wilhelm Josef Revers: Ehe als Stand und als Prozeß. Diskussion eines offenen Problems zwischen Psychologie und Kirchenrecht. Otto Müller, Salzburg 1976, ISBN 3-7013-0534-X.
- “Statim ordinetur episcopus” oder Die Papsturkunden “sub bulla dimidia”, Innozenz III. und der Beginn der päpstlichen Gewalt. In: Peter Leisching, Franz Pototschnig, Richard Potz (Hrsg.): Ex aequo et bono. Willibald M. Plöchl zum 70. Geburtstag (= Forschungen zur Rechts- und Kulturgeschichte. 10). Wagner, Innsbruck 1977, ISBN 3-7030-0045-7, S. 45–65.
- Einige griechische Stimmen zur Autokephalie. In: Ostkirchliche Studien. Band 30, Nummer 3/4, 1981, S. 216–231
- Der Strafrechtsentwurf der päpstlichen Kommission für die Revision des orientalischen Codex Iuris Canonici. In: Franz Pototschnig, Alfred Rinnerthaler (Hrsg.): Im Dienst von Kirche und Staat. In memoriam Carl Holböck (= Kirche und Recht. 17). Verlag des Verbandes der wissenschaftlichen Gesellschaften Österreichs, Wien 1985, ISBN 3-85369-615-5, S. 367–385.
- Aspekte von “Kirche und Gesellschaft” in der Kanonistik des 12. Jahrhunderts. In: Νικόλαος Οικονομίδης (Hrsg.): Το Βυζάντιο Κατά Τον 12ο Αιώνα. Κανονικό Δίκαιο, Κράτος Και Κοινωνία. = Byzantium in the 12th Century. Canon Law, State and Society (= Διπτύχων Παράφυλλα. 3). Εταιρεία βυζαντινών και μεταβυζαντινών μελετών, Αθήνα 1991, ISBN 960-85059-1-7, S. 321–334.
- Canones-Synopse zum Codex iuris canonici und Codex canonum ecclesiarum orientalium. Herder, Freiburg (Breisgau) u. a. 1992, ISBN 3-451-22636-7.
- Die Kirche als communio Ecclesiarum: Einige terminologische Anmerkungen zu einem (noch immer) aktuellen Thema. In: Günter Biemer, Bernhard Casper, Josef Müller (Hrsg.): Gemeinsam Kirche sein. Theorie und Praxis der Communio. Festschrift der Theologischen Fakultät der Universität Freiburg i. Br. für Erzbischof Dr. Oskar Saier. Herder, Freiburg (Breisgau) u. a. 1992, ISBN 3-451-22879-3, S. 383–398.
- Die Bedeutung des Codex Canonum Ecclesiarum Orientalium für die ostkirchliche Diaspora. In: Österreichisches Archiv für Kirchenrecht. Band 42, Nummer 3/4, 1993, ISSN 0029-9820, S. 345–375.
- Zur Interdependenz von lateinischem und orientalischem Kirchenrecht: Einige Anmerkungen zum Kirchenrecht der katholischen Kirche. In: Winfried Aymans, Karl-Theodor Geringer (Hrsg.): Iuri canonico promovendo. Festschrift für Heribert Schmitz zum 65. Geburtstag. Pustet, Regensburg 1994, ISBN 3-7917-1433-3, S. 531–556.
- Konkordat und Ritenvielfalt. In: Hans Paarhammer, Franz Pototschnig, Alfred Rinnerthaler (Hrsg.): 60 Jahre Österreichisches Konkordat (= Veröffentlichungen des Internationalen Forschungszentrums für Grundfragen der Wissenschaften, Salzburg. Neue Folge Band 56). Kovar, München u. a. 1994, ISBN 3-925845-64-X, S. 295–313.
- Zur Frage der Kirchensteuerpflicht von “Griechisch-Katholischen” in Bayern. In: Österreichisches Archiv für Kirchenrecht. Band 43, Nummer 1/2, 1994, S. 209–224.
- Die Synoden im neuen orientalischen Kirchenrecht. In: Richard Puza, Abraham Peter Kustermann (Hrsg.): Synodalrecht und Synodalstrukturen. Konkretionen und Entwicklungen der “Synodalität” in der katholischen Kirche (= Freiburger Veröffentlichungen aus dem Gebiete von Kirche und Staat. 44). Universitätsverlag, Freiburg (Schweiz) 1996, ISBN 3-7278-1042-4, S. 67–85.
- Taufe, Kirchengliedschaft und “Status” der Gläubigen in kanonistischer Sicht. In: Richard Puza, Andreas Weiss (Hrsg.): Iustitia in caritate. Festgabe für Ernst Rössler zum 25jährigen Dienstjubiläum als Offizial der Diözese Rottenburg-Stuttgart (= Adnotationes in ius canonicum. 3). Lang, Frankfurt (Main) u. a. 1997, ISBN 3-631-31004-8, S. 571–587.

### Herausgeber
- mit Richard Potz: Der “Protos” und seine Jurisdiktion. = The “Protos” and his jurisdiction (= Kanon. Jahrbuch der Gesellschaft für das Recht der Ostkirchen. 9). Verband der Wissenschaftlichen Gesellschaft Österreichs, Wien 1989, ISBN 3-85369-746-1.
- mit Richard Potz: Kirche und Staat im christlichen Osten (= Kanon. Jahrbuch der Gesellschaft für das Recht der Ostkirchen. 10). Verband der Wissenschaftlichen Gesellschaft Österreichs, Wien 1991, ISBN 3-85369-834-4.
- mit Richard Potz: Κανονικόν δίκαιον και οικουμενικά. Τιμητικόν αφιέρωμα εις τον Μητροπολίτην Τυρολόης και Σερεντίου Παντελεήμονα Ροδόπουλον. = Kirchenrecht und Ökumene. Festgabe für den Metropoliten von Tyroloi und Serention Panteleimon Rodopoulos. = Canon law and ecumenism. In honorem Panteleimon Rodopoulos (= Kanon. Jahrbuch der Gesellschaft für das Recht der Ostkirchen. 15). Kovar, Eichenau 1999, ISBN 3-925845-84-4.
- mit Cesare Mirabelli, Giorgio Feliciani, Helmuth Pree: Winfried Schulz in memoriam. Schriften aus Kanonistik und Staatskirchenrecht (= Adnotationes in ius canonicum. 8). 2 Bände. Lang, Frankfurt (Main) u. a. 1999, ISBN 3-631-33073-1.
- mit Richard Potz: Mother, nun, deaconess. Images of women according to Eastern canon law (= Kanon. Jahrbuch der Gesellschaft für das Recht der Ostkirchen. 16). Kovar, Egling 2000, ISBN 3-925845-89-5.
- mit Richard Potz: The Caucasian churches. = Die Kaukasischen Kirchen (= Kanon. Jahrbuch der Gesellschaft für das Recht der Ostkirchen. 18). Kovar, Eichenau u. a. 2004, ISBN 3-925845-99-2, (Proceedings of the 16th Congress of the Society for the Law of Eastern Churches, held in Armenia, September 2003).